# Guan
Guan je pták z čeledi hokovití (Cracidae). Guanové představují největší skupinu ptáků z této čeledi, která zahrnuje hned několik rodů, z nichž se všichni v češtině označují jako guan. Guanové se vyskytují hlavně v severních částech Jižní Ameriky, v jižní Střední Americe a částečně na Karibských ostrovech.

## Systematika

### Seznam druhů
Jméno guan nesou následující druhy:
| Obrázek | Rod                             | Recentní zástupci |
| ------- | ------------------------------- | --- |
|         | Penelopina L. Reichenbach, 1861 | - guan malý, Penelopina nigra |
|         | Oreophasis G.R. Gray, 1844      | - guan horský, Oreophasis derbianus |
|         | Chamaepetes Wagler, 1832        | - guan černý, Chamaepetes unicolor - guan modrolící, Chamaepetes goudotii |
|         | Penelope Merrem, 1786           | - guan pruhoocasý, Penelope argyrotis - guan vousatý, Penelope barbata - guan Ortonův, Penelope ortoni - guan andský, Penelope montagnii - guan guyanský, Penelope marail - guan čárkovaný, Penelope superciliaris - guan červenolící, Penelope dabbenei - guan chocholatý, Penelope purpurascens - guan caucský, Penelope perspicax - guan bělokřídlý, Penelope albipennis - guan rezavobřichý, Penelope jacquacu - guan tmavonohý, Penelope obscura - guan pestrý, Penelope pileata - guan bolivijský, Penelope bridgesi - guan středobrazilský, Penelope ochrogaster - guan jakukaka, Penelope jacucaca |
|         | Aburria L. Reichenbach, 1853    | - guan aburri, Aburria aburri |
|         | Pipile Bonaparte, 1856          | - guan trinidadský, Pipile pipile - guan modrohrdlý, Pipile cumanensis - guan červenohrdlý, Pipile cujubi - guan černočelý, Pipile jacutinga |